# Gerda Walther
Gerda Walther (Nordrach, 18 marzo 1897 – Monaco di Baviera, 6 gennaio 1977) è stata una filosofa e parapsicologa tedesca, esponente del movimento fenomenologico.
Inizio i suoi studi all'università di Monaco nel 1916, seguendo corsi sulla fenomenologia con Alexander Pfänder. Nel 1917 si trasferì a Friburgo in Brisgovia per studiare con Edmund Husserl, dove seguì anche i corsi di Edith Stein. Alla fondazione della "Società Fenomenologica di Friburgo" nel semestre invernale del 1918/19, Walther tiene la prima lezione sull'io puro. Successivamente tornò da Pfänder all'università di Monaco e ottenne il dottorato nel marzo del 1921, con una dissertazione "Zur Ontologie der sozialen Gemeinschaften" ("Sull'ontologia delle comunità sociali"), che fu poi pubblicata come articolo nel sesto Jahrbuch di Husserl.
Sull'incontro con la fenomenologia tramite Pfänder e la sua importanza per il resto della sua vita, Walther è stata molto esplicita:
(G. Walther Zum anderen Ufer)
Pur volendo continuare gli studi accademici, le condizioni economiche in Germania negli anni venti la obbligarono ad emigrare presso la sua famiglia in Danimarca e a lavorare in varie posizioni (assistente infermiera, scrittrice, traduttrice, etc.) per sopravvivere. Con l'avvento del Nazismo in Germania, la vita per Walther divenne difficile a causa del suo attivismo socialista e i suoi interessi verso la parapsicologia e il misticismo. Fu arrestata e interrogata varie volte e forzata a lavorare nell'ufficio della censura. Nonostante ciò continuò le sue attività sovversive, mettendosi in contatto con le persone le cui lettere doveva controllare e diffondendo materiale come i sermoni antinazisti dei vescovi di Münster. In parte a causa di ciò, nel 1944 si convertì al cattolicesimo.

## Opere
- "Zur Ontologie der sozialen Gemeinschaften", in Jahrbuch für Philosophie und Phänomenologische Forschung VI, 1923
- Phänomenologie der Mystik Walter Verlag, Olten und Freiburg im Breisgau, 1923, 2 ed. 1955.
- "Parapsychologie und Mystik", in Zeitschrift für Parapsychologie, 1928
- "Die Bedeutung der phänomenologischen Methode Edmund Husserls für die Parapsychologie" in Psychophysikalische Zeitschrift 1/2 & 3, 1955
- Zum anderen Ufer: Vom Marxismus und Atheismus zum Christentum. Remagen: Otto Reichl, 1960.

- Numerosi contributi in olandese alla Tijdschrift voor Parapsychologie (Vedi su parapsy.nl).